# مبادئ الغابات
مبادئ الغابات (تعرف أيضًا باسم مبادئ ريو للغابات، ورسميًا البيان الرسمي غير الملزم قانونًا للمبادئ من أجل توافق عالمي بشأن إدارة جميع أنواع الغابات وحفظها وتنميتها المستدامة) هي وثيقة صدرت عام 1992 في مؤتمر الأمم المتحدة المعني بالبيئة و التنمية (قمة الأرض).  وهي وثيقة غير ملزمة قانونًا تقدم العديد من التوصيات للحفاظ على الغابات وتنميتها المستدامة.
في قمة الأرض، كان التفاوض على الوثيقة معقدًا بسبب مطالب الدول النامية في مجموعة الـ 77 بزيادة المساعدات الخارجية من أجل دفع تكاليف انشاء محميات الغابات.  قاومت الدول المتقدمة تلك المطالب، وكانت الوثيقة النهائية بمثابة حل وسط.
بدأت عملية المؤتمر الوزاري حول حماية الغابات في أوروبا من قبل مؤتمر ستراسبورغ في عام 1990 وتم اعتماد مبادئ الغابات وإدراجها في جدول أعمال مؤتمر هلسنكي في عام 1993. تغطي العملية منطقة عموم أوروبا المكونة من 47 موقعًا (46 دولة أوروبية والاتحاد الأوروبي) والتي تتداخل جزئيًا مع منطقة عملية مونتريال (روسيا من الدول الموقعة على كلا العمليتين).
بدأت عملية مونتريال، المعروفة أيضًا باسم مجموعة العمل المعنية بمعايير ومؤشرات الحفظ والإدارة المستدامة للغابات المعتدلة والشمالية، في عام 1994 كنتيجة لمبادئ الغابات.

## روابط خارجية
- نص مبادئ الغابات، A / CONF.151 / 26 (Vol. III) الملحق الثالث
- منتدى الأمم المتحدة للغابات